# بونينجويس ليه أرديس
بونينجويس ليه أرديس (بالفرنسية: Bonningues-lès-Ardres)‏ هي بلدية تقع في إقليم باد كاليه من منطقة نور با دو كاليه في شمال فرنسا. تبلغ مساحة هذه المدينة 10.6 (كم²)، وترتفع عن سطح البحر 43 م، يبلغ عدد سكانها 651 نسمة حسب إحصاء المعهد الوطني للإحصاء والدراسات الاقتصادية سنة 2009 م. وترأس Gérard Franque البلدية خلال فترة (2008-2014).